# Joseph Laumann
Joseph „Joe“ Laumann (* 31. August 1983 in Marrakesch) ist ein ehemaliger deutscher Fußballspieler und jetziger Fußballtrainer.

## Karriere als Spieler
Der in Marokko geborene Sohn eines Deutschen und einer Marokkanerin kam als Zehnjähriger nach Westfalen. Zur E-Jugend schloss er sich dem SV Fortuna Hagen an und wechselte dann später zu den Sportfreunden Oestrich-Iserlohn. Seine ersten Jahre im Seniorenfußball bestritt er beim TuS Iserlohn in der Verbandsliga. 2004 wechselte er zur SpVgg Erkenschwick in die Oberliga Westfalen. Er verließ den Stimberg schon ein Jahr später, um sich dem FC Schalke 04 anzuschließen.
In Gelsenkirchen spielte er vorrangig in der zweiten Mannschaft, erhielt aber unter Trainer Ralf Rangnick auch seine Chance im Profiteam und wurde in der ersten DFB-Pokalrunde beim 3:0-Sieg in Bremerhaven in der 70. Minute für Kevin Kurányi eingewechselt. Am 24. September 2005, dem siebten Spieltag der Saison 2005/06, kam Laumann für 38 Sekunden zu seinem ersten und einzigen Profi-Ligaeinsatz. Gegen Hannover 96 wechselte ihn Rangnick in der 90. Spielminute für Lincoln ein. Im Spielbericht hieß es: „Doch der Youngster durfte nur für wenige Sekunden ran. Zu einem Ballkontakt reichte es nicht mehr.“ Nachdem Mirko Slomka Rangnick als Trainer abgelöst hatte, wurde Laumann nicht mehr für den Profikader berücksichtigt, machte jedoch in der Oberliga insgesamt 23 Spiele für die zweite Mannschaft. Seinen bis dahin neun Toren fügte er in seinem letzten Einsatz zwei weitere hinzu, als er gegen seinen alten Verein aus Oer-Erkenschwick ein Doppelpack zum 2:0-Sieg erzielte. Damit verabschiedete er sich zum Nord-Regionalligisten Rot Weiss Ahlen, bei dem er in der Saison 2006/07 vor allem in der Regionalliga, aber auch in einigen Oberligapartien zum Einsatz kam.
Zur Saison 2007/08 ging er zum VfB Lübeck, für den er ebenfalls in Regional- und Oberliga tätig war. Nach nur einer Halbserie wurde der Vertrag mit den von der Insolvenz bedrohten Hansestädtern aufgelöst und der Wechsel zum FC Rot-Weiß Erfurt bekanntgegeben. Nachdem er bei Vitesse Arnheim ein Probetraining unter dem Namen Joseph Ratzinger absolvierte, ohne seinen Verein zu informieren, wurde er nach Bekanntwerden fristlos vom FC Rot-Weiß Erfurt entlassen, für den er nur drei Spiele absolvierte. Am 16. Oktober 2008 wurde auf der Webseite der Sportfreunde Siegen verkündet, dass sie den Spieler für ihren NRW-Liga-Kader verpflichtet hatten. Er hatte bereits zwei Wochen mit der Mannschaft trainiert, aber ursprünglich gehofft, von einem höherklassigen Team verpflichtet zu werden.
Nach der Saison 2008/09 verließ er die Sportfreunde Siegen wieder und schloss sich der zweiten Mannschaft des MSV Duisburg an, die ebenfalls in der NRW-Liga spielte. Zur Saison 2010/11 wechselte er zum zyprischen Verein APOP Kinyras Peyias, mit dem er in der First Division spielte. Den Verein verließ er jedoch bereits nach einem halben Jahr wieder und spielte dann für den Verein Vissai Ninh Bình FC in der V-League in Vietnam.
Am 31. Januar 2012 unterschrieb Laumann einen Vertrag beim Landesligisten SV Hohenlimburg 1910. Mit dem Verein schaffte er als Vizemeister den Aufstieg in die Westfalenliga. Im Januar 2013 wechselte der Stürmer zum Oberliga-Neuling SC Roland Beckum, den er mit neun Toren in 17 Rückrundenspielen zum Klassenerhalt in der Oberliga Westfalen schoss. Zum Jahresende 2014 beendete er dort seine Spielerkarriere.

## Karriere als Trainer
Gemeinsam mit seinem Beckumer Trainer Ismail Atalan schloss sich Joseph Laumann zum Jahresbeginn 2015 dem Regionalligisten Sportfreunde Lotte an, um dort unter Atalan als dessen Co-Trainer zu arbeiten. Laumann blieb weiterhin in Hagen wohnhaft. Mit der Mannschaft erreichten Atalan und Laumann 2016 den Aufstieg in die 3. Liga, sowie in der darauf folgenden Saison dort den Klassenerhalt; zudem erreichte die Mannschaft im DFB-Pokal 2016/17 das Viertelfinale.
Mitte Juli 2017 folgte Laumann Atalan zum Zweitligisten VfL Bochum und übernahm dort ebenfalls die Funktion des Co-Trainers. Nachdem Atalan dort knapp drei Monate später nach nur 10 Spielen wieder freigestellt wurde, wurde Laumanns Vertrag mit dem VfL im Oktober 2017 im beiderseitigen Einverständnis wieder aufgelöst.
Im November 2017 kehrte Laumann daraufhin wieder zu den Sportfreunden Lotte zurück, wo er unter Cheftrainer Andreas Golombek erneut Co-Trainer wurde.

## Erfolge
Als Co-Trainer:
- Meister der Regionalliga West: 2016 mit Sportfreunde Lotte
- Aufstieg in die 3. Liga: 2016 mit Sportfreunde Lotte